# نادي الديوانية
نادي الديوانية الرياضي نادي كرة قدم عراقي تأسس عام 1965 ، يلعب حاليا في الدوري العراقي الدرجة الاولى. يقع مقر النادي في مدينة الديوانية في العراق. 
لعب النادي دوراً كبيراً في تنمية الحركة الرياضية في المنطقة كما رفد المنتخبات العراقية بالعديد من النجوم في مختلف الألعاب. لعب نادي الديوانية في دوري الدرجة الأولى العراقي لعدة مواسم وقد تأهل النادي في إلى الدوري الممتاز بعد أن حقق لقب بطولة دوري الدرجة الأولى 2016/2017 بقيادة المدرب قصي منير وأنهى موسمه الأول في الدوري الممتاز "2017/2018"بالمركز 17 برصيد 31 نقطة,
ثم تألق الديوانية في موسمه الثاني وحصد المركز الرابع عشر حاصداً 44 نقطة في جدول الترتيب لموسم "2018/2019" بقيادة المدرب رزاق فرحان 
يلعب الآن نادي الديوانية في الدوري العراقي الدرجة الثانية بسبب المشاكل الإدارية داخل النادي.

## وصلات خارجية
الصفحة الرسمية لنادي الديوانية على الفيس بوك وهو الموقع الرسمي
موقع نادي الديوانية
النادي 2009